# Islas Schouten
Las islas Schouten (Kepulauan Biak, también islas Biak o islas Geelvink) son un grupo de islas de Indonesia oriental, localizadas en la bahía Cenderawasih (o Geelvink Bay) en la costa norte de Nueva Guinea. El grupo se compone de las islas mayores Biak, Supiori y Numfor, y numerosas islas más pequeñas, como Owi. Forman parte de la provincia indonesia de Papúa. Fueron descubiertas por Álvaro de Saavedra en 1527-1529.
Las islas tienen la avifauna con más endemismos de cualquier área única en la región de Nueva Guinea, con 11 a 16 especies de aves totalmente restringidas en su hábitat a este grupo de islas pequeñas. Diolenius angustipes es la única especie de araña endémica descrita de estas islas.

## Historia
Las islas Schouten llevan su nombre en honor del marino y explorador neerlandés Willem Schouten, que arribó a estas islas en su viaje de circunnavegación de la Tierra, en 1615-16, acompañado por Jacob Le Maire.